# Moll Davis
Mary "Moll" Davis (également Davies ou Davys), née vers 1648 et morte en 1708, est une courtisane, chanteuse et actrice qui devient l'une des nombreuses maîtresses du roi Charles II d'Angleterre. 

## Biographie
Davis est née vers 1648 à Westminster.
Au début des années 1660, elle est actrice dans la « Duke's Theatre Company ».
Davis rencontre le roi Charles II dans un théâtre ou un café vers 1667.
En décembre 1686, Davis épouse le musicien et compositeur français James Paisible (v. 1656-1721).